# تاکادا یاسوجون
تاکادا یاسوجون ((به ژاپنی: 武田 泰淳, Takeda Taijun); ۱۲ فوریهٔ ۱۹۱۲ – ۵ اکتبر ۱۹۷۶) رمان‌نویس اهل ژاپن بود.